# 劉文正
劉文正（リウ・ウェンジェン／Liu Wen-Cheng、Liu Wen Zheng、1952年11月12日 - ）は、台湾台北市出身の元歌手、俳優である。スティーヴン・リウ（Steven Liu）としても知られる。
1975年にアルバム「諾言」でデビューし、同年に映画『門裡門外』にて初主演。以後、テレビ番組の司会者として人気を博し、中華電視公司での「劉文正時間」では82%の高視聴率を叩き出すなど、70～80年代に台湾における元祖アイドルとして一世を風靡した。
1984年に引退し、アメリカ合衆国のニューヨーク市に移住。86年に台湾に戻り、レコード・レーベル「飛鷹唱片（フライング・イーグル・レコード）」を設立。巫啓賢、伊能静などの歌手をプロデュースしたが、1991年に解散し、再び渡米して以後表舞台に立つことはなかった。

## 映画
- 門裡門外（1975年）
- 女生追男生（1975年）
- 閃亮的日子（1976年）
- 温暖在秋天（1976年）
- 愛情，文憑，牛仔褲（1976年）
- 夏日假期玫瑰花（1976年）
- 超級恋愛（1977年）
- 處處聞啼鳥（1978年）
- 你不要走不要走（1978年）
- 太空式的愛情（1978年）
- 願者上鉤（1978年）
- 初恋風景（1978年）
- 雲且留住（1981年）
- 燃焼吧！火鳥（1982年）
- 提防小妞（1982年）
- 冬天里的一把火（1982年）
- 卻上心頭（1982年）

## カバーした日本の歌
- 『風』（沢田研二『勝手にしやがれ』のカバー）
- 『愛你一萬年』（沢田研二『時の過ぎゆくままに』のカバー）
- 『就是為了你』（沢田研二『ウィンクでさよなら』のカバー）
- 『熱帯魚』（岩崎宏美『熱帯魚』のカバー）
- 『紫色的眼淚』（岩崎宏美『すみれ色の涙』のカバー）
- 『舞在今宵』（もんた&ブラザーズ『ダンシング・オールナイト』のカバー）
- 『総有一天』（もんた&ブラザーズ『赤いアンブレラ』のカバー）
- 『故郷的愛』（吉田拓郎『旅の宿』のカバー）
- 『她像朵彩霞 』（吉田拓郎『シンシア』のカバー）
- 『我的心聲』（アグネス・チャン『ポケットいっぱいの秘密』のカバー）
- 『永遠牢記你』（アグネス・チャン『白いくつ下は似合わない』のカバー）
- 『為青春歡唱』（森田公一とトップギャラン『青春時代』のカバー）
- 『祈祷』（赤い鳥『竹田の子守唄』のカバー）
- 『俏姑娘』（ザ・ダーツ『ケメ子の歌』のカバー）
- 『就这样约定』（アン・ルイス 『グッド・バイ・マイ・ラブ』のカバー）
- 『金色大地』（ウッディ・ウー / アリス『今はもうだれも』のカバー）
- 『綠色的初戀』（研ナオコ『みにくいあひるの子』のカバー）
- 『你』（ピンク・レディー『渚のシンドバッド』のカバー）
- 『人生長跑』（甲斐バンド『汽笛の響き』のカバー）
- 『破碎的照片』（大橋純子『シルエット・ロマンス』のカバー）
- 『雨戀』（中村雅俊『ふれあい』のカバー）
- 『只有我和你』（黛ジュン『自由の女神』のカバー）
- 『你! 為了什麼』（ガロ『学生街の喫茶店』のカバー）
- 『流水年華』（あおい輝彦『あなただけを』のカバー）
- 『喝彩』（ちあきなおみ『喝采』のカバー）
- 『今夜』（バンバン『『いちご白書』をもう一度』のカバー）
- 『若是你在我身邊』（ずうとるび『恋があぶない』のカバー）
- 『綠樹花開情也來』（五木ひろし『哀恋記』のカバー）
- 『夕陽下』（トワ・エ・モア『誰もいない海』のカバー）
- 『告訴你春的消息』（荒井由実『12月の雨』のカバー）
- 『詩人和他的歌』（クラフト『僕にまかせてください  』のカバー）
- 『濃霧』（グレープ 『縁切寺』のカバー）
- 『懐念』（尾崎紀世彦『さよならをもうー度』のカバー）
- 『尋夢園』（吉永小百合『こんなに愛しているのに』のカバー）
- 『忘了吧』（谷村新司『シェヘラザード』のカバー）
- 『回轉的愛』（山口百恵『プレイバックPart2』のカバー）
- 『逝去的愛』（欧陽菲菲『ラヴ・イズ・オーヴァー』のカバー）
- 『愛的播種』
- 『再見!朋友』
- 『春風隨著你的歌聲來』
- 『男孩氣的女孩 』